# Lio (Vorname)
Lio ist ein überwiegend männlicher Vorname.

## Herkunft und Bedeutung
Der Name Lio wird primär als Variante von Leo, möglicherweise hergeleitet von der englischen Aussprache, interpretiert. Darüber hinaus kann es sich um ein Diminutiv verschiedener Namen, die mit Lio- beginnen oder -lio enden handeln.
Gelegentlich kommt Lio auch als Mädchenname vor. Dann handelt es sich um eine Kurzform von Lioba.

## Verbreitung
Der Name Lio ist ein relativ junger Name.
In Israel trat der Name Lio im Jahr 2017 in die Top-100 der Vornamenscharts ein. Im Jahr 2020 belegte er Rang 59.
Der Name Lio stieg in Belgien im Jahr 2018 in die Hitliste der 200 meistgewählten Jungennamen auf und gewann seitdem an Popularität. Seit 2021 zählt er zur Top-100 der Vornamenscharts. Im Jahr 2022 erreichte Lio Rang 76 der Hitliste.
In den Niederlanden gelang dem Namen Lio im Jahr 2020 der Aufstieg in die Top-500 der Vornamenscharts, wo er sogleich Rang 204 erreichte. Zwei Jahre später stieg er in die Top-100 auf. Im Jahr 2023 belegte er Rang 51 der Hitliste. Seltener wird auch die Variante Lío gewählt (Rang 166, Stand 2023).
Lio zählt in der Schweiz seit 2015 zu den 100 meistgewählten Jungennamen. Seine bislang einzige Top-10-Platzierung erreichte er im Jahr 2021 (Rang 9). Zuletzt (2022) stand er auf Rang 11 der Hitliste.
In Deutschland wurde Lio in den späten 2000er Jahren gelegentlich vergeben seit den frühen 2010er Jahren steigt seine Popularität. Seit 2016 zählt er zu den 100 meistgewählten Jungennamen des Landes.
Als Frauenname ist Lio lediglich in Belgien geläufig. In den Jahren 2015, 2017 und 2018 erreichte er dort die Top-200 der beliebtesten Mädchennamen. Als höchste Platzierung stand er im Jahr 2017 auf Rang 150.

## Varianten
Neben Lio finden sich die Varianten Lío und Lyo.
Für weitere Varianten: siehe Leo (Vorname)#Varianten oder die entsprechende Langform.
Für Varianten des weiblichen Namens: siehe Lioba (Vorname)#Varianten

## Namensträger
- Lio (* 1962), französisch-belgische Sängerin und Schauspielerin
- Lio Tipton (* 1988), US-amerikanische Eiskunstläuferin, Schauspielerin und Model